# Ismail Khan

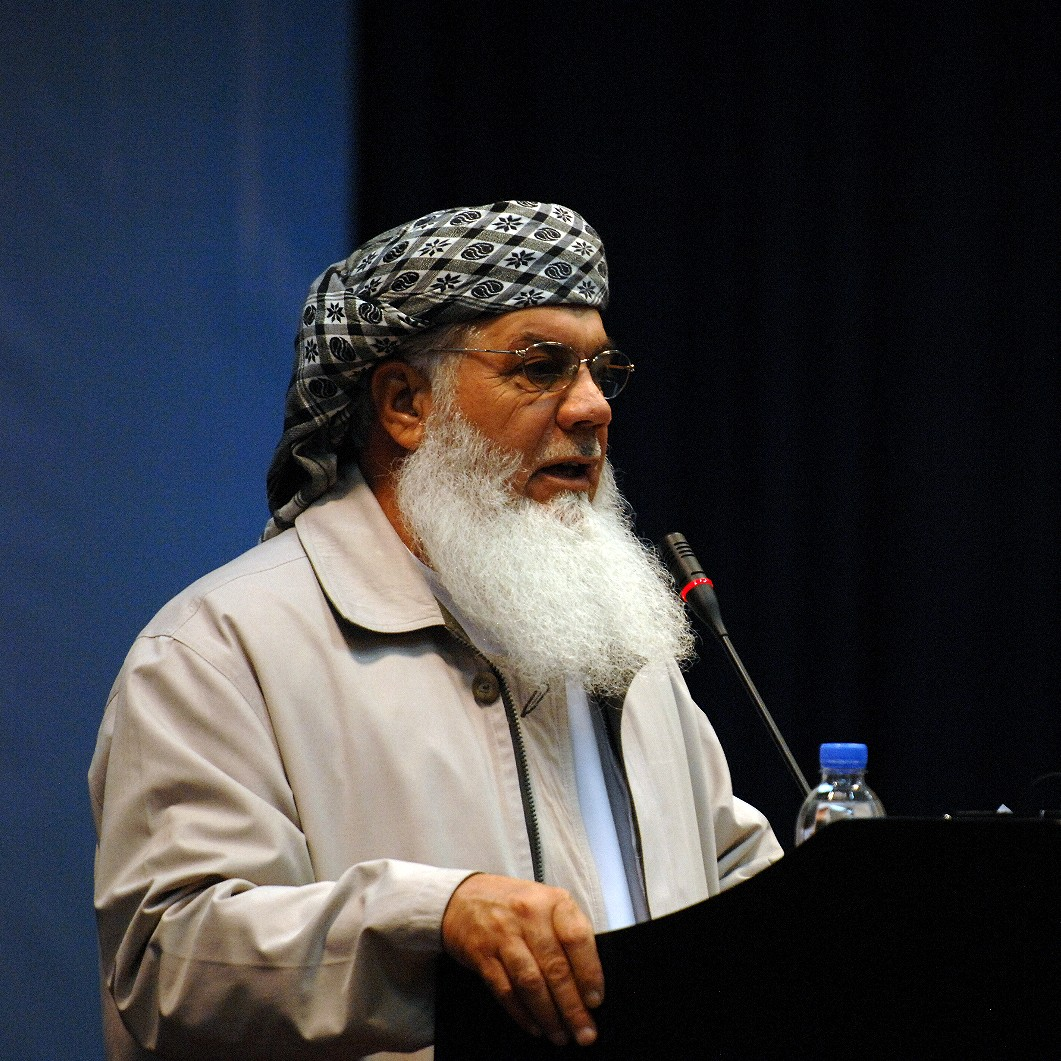
Ismail Khan-"con Sư tử vùng Herat" đang phát biểu vào năm 2010

Mohammad Ismail Khan (tiếng Dari/tiếng Pashto: محمد اسماعیل خان, sinh năm 1946, được mệnh danh là Sư tử vùng Herat) là một cựu chính trị gia lão luyện người Afghanistan từng giữ chức Bộ trưởng Năng lượng và Nước của Chính quyền Afghanistan từ năm 2005 đến năm 2013 và trước đó từng là Thống đốc tỉnh Herat. Khởi đầu vốn là một đại úy trong quân đội quốc gia, danh tiếng lừng lẫy của ông được biết đến với tư cách là một cựu lãnh chúa khi ông chỉ huy một lực lượng Mujahideen quy mô lớn mà chủ yếu là những người Tajik đồng hương của ông từ miền tây Afghanistan trong Chiến tranh với Liên Xô-Afghanistan với thành tích vang dội. Ông là thành viên chủ chốt của đảng chính trị Jamiat-e Islami và là thành viên của đảng Mặt trận Quốc gia Thống nhất hiện đã giải tán. 

## Chiến tích
Ông tham gia vào cuộc chiến giữa Chính phủ Afghanistan do Hoa Kỳ bảo trợ và đài thọ chống lại lực lượng Taliban. Trong những đợt tấn công thần tốc của lực lượng Taliban ngay sau khi Hoa Kỳ tuyên bố rút quân trong tháng 5 năm 2021, thì đến ngày 13 tháng 8 năm 2021, ông và lực lượng của ông bị Taliban bắt giữ Vào tháng 7 năm 2021, Ismail Khan đã huy động hàng trăm người trung thành của mình ở Herat để hỗ trợ Lực lượng vũ trang Afghanistan bảo vệ thành phố khỏi cuộc tấn công của Taliban nhưng không may, thành phố Herat lại thất thủ vào ngày 12 tháng 8 năm 2021, sau khi đã cố gắng trốn thoát bằng phương tiện trực thăng nhưng bất thành thì ông đã bị Taliban bắt giữ.
Theo Reuters thì Ismail Khan đã bị phía Taliban bắt giữ, ông đã đầu hàng. Sau khi bị bắt, lực lượng Taliban đã phỏng vấn ông ngay sau đó và tuyên bố rằng ông và lực lượng của mình đã tham gia cùng với phe Taliban. Sau khi đàm phán khôn khéo và đạt thành công trước Taliban, ông được phép trở về biệt phủ của mình. Thông điệp ông gửi đi khi bị bắt là hi vọng Taliban có thể tạo ra bầu không khí hòa bình cho đất nước: "Tôi hy vọng rằng Taliban sẽ có thể mang lại bầu không khí hòa bình và chấm dứt bạo lực và tạo ra an ninh và ổn định ở Afghanistan", được biết, trước khi bị bắt, viên lão tướng Ismail Khan vốn được mệnh danh là con Sư tử vùng Herat đã hết sức kiên cường và tử thủ chống lại các cuộc tấn công của Taliban ở miền tây Afghanistan trong nhiều tuần trước khi bất đắc dĩ phải đầu hàng, với việc Ismail Khan đầu quân này có ý nghĩa quan trọng đối với Taliban vì ông ta chỉ huy một lực lượng có khả năng đe dọa quân nổi dậy ở khu vực phía tây, sự đầu hàng của Ismail Khan có thể mở ra xu hướng buông súng trong số các lãnh chúa khác.